# Suifenhe
Suifenhe (绥芬河市S, SuífēnhéP) è una città-contea della Cina, situata nella provincia di Heilongjiang e amministrata dalla prefettura di Mudanjiang.